# Ludolph Luirdt Ripperda

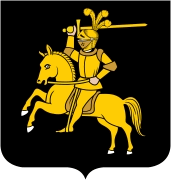
Stamwapen Ripperda

Baron Ludolph Luirdt Ripperda (tevens Luis, Baron de Ripperdá), heer van Jensema, Englumborg, Poelgeest en Koudekerk (Groningen, november 1707 - 22 oktober 1739), was een diplomaat, Groninger jonker en telg uit de Winsumse tak van het oudadellijke geslacht Ripperda.
Hij was de oudste zoon van de beruchte politieke avonturier baron Johan Willem Ripperda die in Spanje verheven was tot hertog en diens eerste echtgenote Aleida van Schellingwoude, erfvrouwe van Poelgeest en Koudekerk. Hij diende respectievelijk als ambassadeur van Spanje bij de Staten-Generaal te Den Haag, aan het hof van de tsaar van Rusland te Sint Petersburg en aan het keizerlijke hof te Wenen. Na de val van zijn vader als eerste minister van Spanje verloor hij echter zijn diplomatieke posten en vestigde zich wederom in de Nederlanden aan de Prinsengracht in Den Haag, kasteel Groot Poelgeest en op zijn bezittingen in de Ommelanden.
Hij was getrouwd met de Oostenrijkse gravin Margaretha Joanna Francisca von Cobenzl (douairière Gräfin Weichard Leopold Ursini von Blagay), die hij als Spaanse ambassadeur aan het Weense keizerlijke hof had leren kennen. Zij was een dochter van graaf Johann Caspar von Cobenzl, Reichshofrat en keizerlijke kamerheer, en Juliana Perpetua Gräfin Bucelleni von Reichenberg und Sava. Haar broer was de Oostenrijkse diplomaat graaf Karl Johann Philipp von Cobenzl. Na haar overlijden in 1730 hertrouwde Ludolph met freule Maria Isabella van Ewsum tot Mensinge, dochter van baron Onno van Ewsum, heer van Mensinge, en barones Ida Elisabeth Ripperda. 